# UFC Fight Night: Lineker vs. Dodson
UFC Fight Night: Lineker vs. Dodson è stato un evento di arti marziali miste tenuto dalla Ultimate Fighting Championship svolto il 1º ottobre 2016 al Moda Center di Portland, Stati Uniti.

## Retroscena
Questo è stato il secondo evento organizzato dalla UFC a Portland, dopo UFC 102 dell'agosto 2009.
Nel main event della card si affrontarono, nella categoria dei pesi gallo, John Lineker e il vincitore della quartodicesima stagione del reality The Ultimate Fighter John Dodson.
Il 9 settembre, due lottatori vennero rimosso dai loro incontri: Brian Ortega e Bobby Green avrebbero dovuto affrontare rispettivamente Hacran Dias e Josjua Burkman. Ortega venne sostituito da Andre Fili, mentre Green venne rimpiazzato da Zak Ottow.
Sergio Pettis doveva affrontare Louis Smolka ma, il 22 settembre, subì un infortunio minore e venne sostituito da Brandon Moreno.
Alla cerimonia del peso, tre lottatori, John Lineker, Alex Oliveira e Hacran Dias, superarono il limite massimo della loro categoria, pesando rispettivamente 61,9 kg, 73,3 kg e 67,4 kg.

## Risultati
|                                   | Divisione                      |                                |                                |                                | Metodo                                      | Round                          | Tempo                          | Premio                         |
| Card Principale (Fox Sports 1)    | Card Principale (Fox Sports 1) | Card Principale (Fox Sports 1) | Card Principale (Fox Sports 1) | Card Principale (Fox Sports 1) | Card Principale (Fox Sports 1)              | Card Principale (Fox Sports 1) | Card Principale (Fox Sports 1) | Card Principale (Fox Sports 1) |
| --------------------------------- | ------------------------------ | ------------------------------ | ------------------------------ | ------------------------------ | ------------------------------------------- | ------------------------------ | ------------------------------ | ------------------------------ |
|                                   | Catchweight (61,9 kg)          | John Lineker                   | batte                          | John Dodson                    | Decisione non unanime (47-48, 48-47, 48-47) | 5                              | 5:00                           |                                |
|                                   | Catchweight (73,3 kg)          | Alex Oliveira                  | batte                          | Will Brooks                    | KO Tecnico (pugni)                          | 3                              | 3:30                           |                                |
|                                   | Pesi Welter                    | Zak Ottow                      | batte                          | Josh Burkman                   | Decisione non unanime (29-28, 28-29, 29-28) | 3                              | 5:00                           |                                |
|                                   | Pesi Mosca                     | Brandon Moreno                 | batte                          | Louis Smolka                   | Sottomissione (ghigliottina)                | 1                              | 2:23                           | POTN                           |
| Card Preliminare (Fox Sports 2)   |                                |                                |                                |                                |                                             |                                |                                |                                |
|                                   | Pesi Mediomassimi              | Luís Henrique da Silva         | batte                          | Joachim Christensen            | Sottomissione (armbar)                      | 2                              | 4:43                           | POTN                           |
|                                   | Catchweight (67,4 kg)          | Andre Fili                     | batte                          | Hacran Dias                    | Decisione unanime (29-28, 29-28, 29-28)     | 3                              | 5:00                           |                                |
|                                   | Pesi Massimi                   | Shamil Abdurakhimov            | batte                          | Walt Harris                    | Decisione non unanime (28-29, 29-28, 29-28) | 3                              | 5:00                           |                                |
|                                   | Pesi Welter                    | Elizeu Zaleski dos Santos      | batte                          | Keita Nakamura                 | Decisione unanime (29-28, 29-28, 29-28)     | 3                              | 5:00                           |                                |
| Card Preliminare (UFC Fight Pass) |                                |                                |                                |                                |                                             |                                |                                |                                |
|                                   | Pesi Medi                      | Nate Marquardt                 | batte                          | Tamdan McCrory                 | KO (pugno e calcio alla testa)              | 2                              | 4:44                           | POTN                           |
|                                   | Pesi Mediomassimi              | Ion Cutelaba                   | batte                          | Jonathan Wilson                | Decisione unanime (30-27, 30-27, 30-27)     | 3                              | 5:00                           |                                |
|                                   | Pesi Massimi                   | Curtis Blaydes                 | batte                          | Cody East                      | KO Tecnico (gomitate)                       | 2                              | 2:02                           | POTN                           |
|                                   | Pesi Gallo (F)                 | Ketlen Vieira                  | batte                          | Kelly Faszholz                 | Decisione non unanime (28-29, 29-28, 29-28) | 3                              | 5:00                           |                                |

## Premi
I lottatori premiati ricevettero un bonus di 50.000 dollari.
Legenda:
- FOTN: Fight of the Night (vengono premiati entrambi gli atleti per il miglior incontro dell'evento)
- POTN: Performance of the Night (viene premiato il vincitore per la migliore performance dell'evento)

## Incontri Annullati
|  | Divisione   |               |        |              | Motivo                          |
|  | ----------- | ------------- | ------ | ------------ | ------------------------------- |
|  | Pesi Piuma  | Brian Ortega  | contro | Hacran Dias  | Ortega venne rimosso dalla card |
|  | Pesi Welter | Bobby Green   | contro | Josh Burkman | Green ebbe problemi personali   |
|  | Pesi Mosca  | Sergio Pettis | contro | Louis Smolka | Pettis subì un infortunio       |